# Grube Laura (Oberbachem)
Die Grube Laura war eine Zink-, Blei- und Kupfererz-Grube in der Gemarkung Oberbachem in der heutigen Gemeinde Wachtberg im südlichen Nordrhein-Westfalen. Betreiber waren u. a. Abraham Bleibtreu sowie Alfred und Carl Mannesmann. Die benachbarte ältere Grube Philippine und die Grube Laura wurden ab 1896 gemeinsam geführt. Der Betrieb beider Bergwerke war durch häufige Besitzerwechsel und Stilllegungsphasen geprägt.
Die Gruben lagen im Bergrevier Brühl-Unkel, ab 1908 im Revier Cöln-Ost.

## Erzabbau und Betrieb

### Gründungsphase
Erste bekannte Berichte über den Bergbau in Kürrighoven, das zur Ortschaft Oberbachem gehört, stammen aus dem ersten Jahrzehnt des 19. Jahrhunderts. Abraham Bleibtreu aus Erpel betrieb den Abbau zunächst ohne Konzession. Es wird davon ausgegangen, dass auch davor schon ein Abbau der oberflächennahen Erzschichten erfolgte.  Am 23. Oktober 1815 erhielt Abraham Bleibtreu zusammen mit den Brüdern Engelbert und Christian Rhodius aus Linz die Konzession auf Blei- und Kupfererze. Die Rhodius-Brüder waren Mitbegründer der Bleiweißfabrik in Burgbrohl. Das Gebiet umfasste 107,34 ha. Der Abbau erfolgte über Stollen. Im Jahr 1823 wurde die Konzession auf Silber erweitert und erstmals als Grube Philippine bezeichnet. 1843 wurde der Betrieb eingestellt.

### Zweite Betriebsphase
Am 12. Oktober 1859 sicherten sich Sebastian Hüllen, Peter Thiebes (Mehlem) und Wilhelm Wiesmann aus Bonn die Konzession auf Blei-, Kupfer- und Zinkerze südlich des ersten Abbaugebiets. Das Grubenfeld Grube Laura war ca. 312 ha groß und reichte bis in die Gemarkungen von Berkum und Pissenheim, heute Werthhoven. Der umfassende Grubenbetrieb begann erst 1869, nachdem eine englische Gesellschaft in die Unternehmung eingestiegen war und die Erzvorkommen über Schächte erschloss. Der Abbau erfolgte über drei Tiefbausohlen bis zu einer Tiefe von 80 m. Die Gangmasse der Zinkblende hatte eine Stärke von 50 cm, die der Blei- und Kupfererze von 10 bis 15 cm. Das Sohlensystem war 1877 ca. 1.500 m lang. Die Grube Philippine wurde ebenfalls von der englischen Gesellschaft betrieben. 1878 wurde der Betrieb beider Gruben eingestellt.

### Hochphase
1896 kaufte der Ingenieur Michael Cahen aus Brüssel beide Gruben und begann mit dem Betrieb. Verkäufer war der Bergmann Joseph Mühlenbein (1854–1912) aus Rheinbreitbach. 1901 wurde eine Gewerkschaft gegründet und der Besitz der Kuxe wechselte bis 1902 über Moritz Bloch aus Brüssel zu den Zwischenerwerbern Ingenieur Helmut Koegel aus Remscheid und seinem Bruder, dem Fabrikdirektor Fritz Koegel aus Düsseldorf. Die Koegel-Brüder setzten ihren Vetter Carl Mannesmann als Nachfolger des Kaufmanns Gustav Wippermann aus Kalk (Maschinenfabrikant, Eisengießereibesitzer) als Repräsentanten ein. Insgesamt kauften die Brüder Alfred, Carl und Reinhard Mannesmann damals über 40 Konzessionen, zumeist über ihren Vetter Helmut Koegel als Zwischenerwerber.
1900 wurde ein neuer Maschinenschacht 150 m abgeteuft. Der Abbau erfolgte auf mehreren Sohlen. Die tiefste Sohle von 170 m wurde über einen Blindschacht erschlossen. Der Erzgang auf 140 m war 30 bis 40 cm mächtig. Die Grube Philippine wurde über einen Querschlag erschlossen.
Unmittelbar angrenzend an die Schachtanlagen wurden Anlagen zur Erzaufbereitung errichtet. Sie hatten eine Kapazität von ca. 70 t Haufwerk pro Tag.
Im Rekordjahr 1907 wurden 3.240 t Erze gefördert. 258 Menschen arbeiteten 1908 auf der Grube und in der Erzaufbereitung. Der Gesamtwert der Grube Laura wurde 1908 auf 650.000 Mark taxiert.

### Endphase der Förderung
Die Gebrüder Mannesmann verkauften die Grube 1908, da der Betrieb hohe Verluste verursachte. Sie fokussierten sich auf den preiswerteren Erzabbau in Marokko. Käuferin war die Bergbau-Aktien-Gesellschaft Friedrichssegen, die sich Synergien mit ihrem Bergwerk versprach. Am 1. Mai 1909 wurde der Betrieb endgültig eingestellt. 1936 erwarb die Stolberger Zink AG die Fläche.

## Nachnutzung
Auf der Fläche der ehemaligen Erzaufbereitung befindet sich die Reitanlage Grube Laura des Reit- und Fahrvereins Oberbachem e.V.
Der Rundwanderweg Dächelsberg der Feuerroute führt an dem alten Grubengelände vorbei.

## Weitere Grubenfelder
In unmittelbarer Nachbarschaft wurden weitere Mutungen durchgeführt und Grubenfelder verliehen. Dort wurde jedoch kein nennenswerter Abbau betrieben.
- Grube Charles – Verleihung auf Kupfer, Blei, Zink – Lage: Züllighoven
- Grube Flora – Kupfer, Blei, Zink – Niederbachem
- Grube Irberg – Kupfer – Oedingen, Züllighoven
- Grube Iris – Kupfer – Niederbachem, Oberbachem, Züllighoven
- Grube Jacob – Zink – Oberbachem, Gimmersdorf
- Grube Kaiser – Blei – Gimmersdorf, Oberbachem
- Grube Kronprinz – Blei – Ließem, Oberbachem
- Grube Nesselburg – Blei – Mehlem, Niederbachem
- Grube Wilhelm I – Eisen – Gimmersdorf, Ließem, Muffendorf, Pech
- Grube Wilhelm der Große – Kupfer – Gimmersdorf, Oberbachem

## Beziehung zu anderen Gruben und Betrieben
Akten zur Grube Laura und weiteren Gruben sind bei einem Brand im Zweiten Weltkrieg vernichtet worden, so dass der Erzabbau und Betrieb nicht lückenlos rekonstruiert werden kann. Es gibt jedoch Hinweise, dass der Betrieb in ähnlichen Strukturen erfolgte, wie der Betrieb der Gruben St. Joseph bei Rheinbreitbach und St. Marienberg bei Bruchhausen. Die Besitzverhältnisse weisen seit Anfang des 19. Jahrhunderts deutliche Parallelen auf, so dass die englische Betriebsphase der Grube Laura ggf. unter der Leitung des Londoner Stadtrats Simon Charles Hadley stand.